# Kunstakademiets Designskole

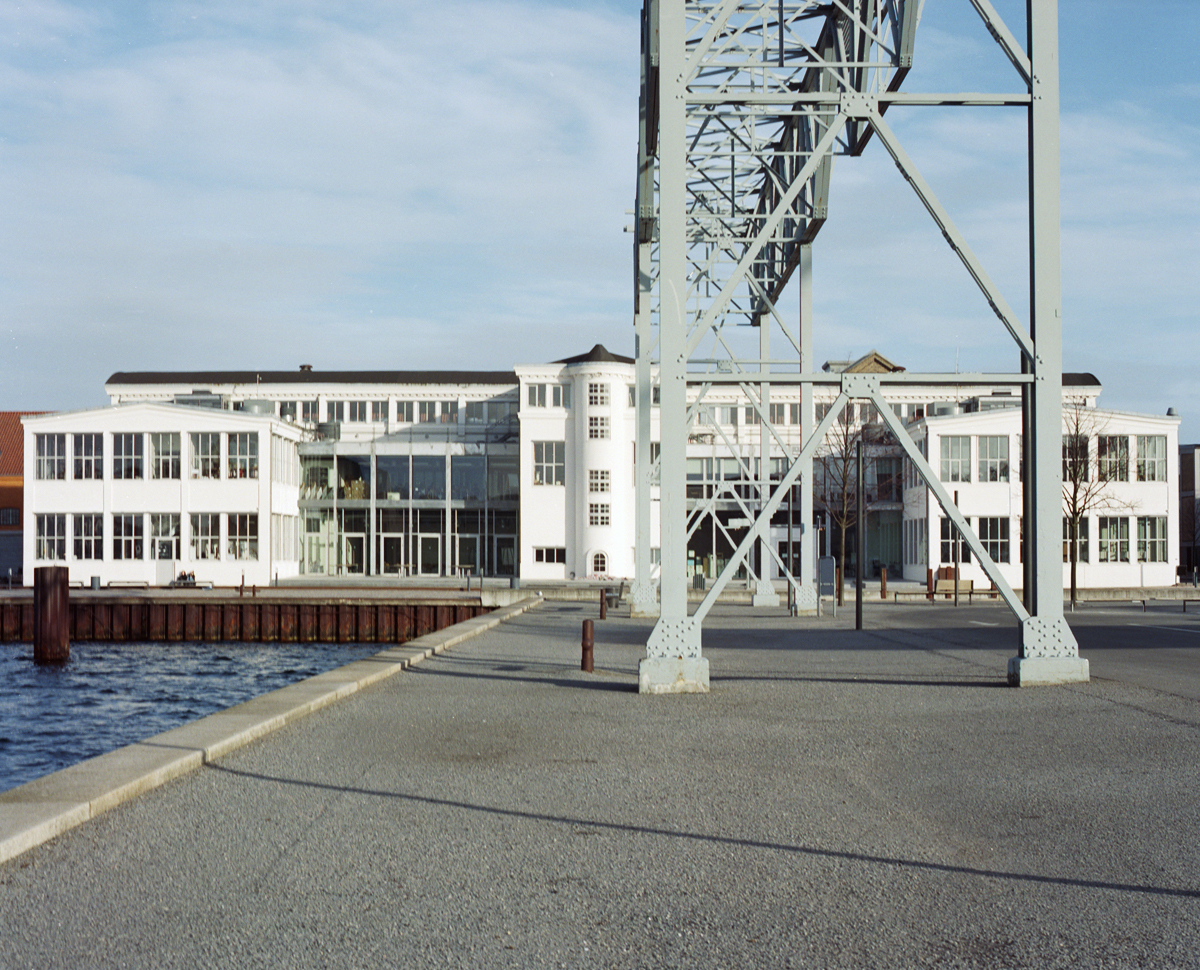
Kunstakademiets Designskole

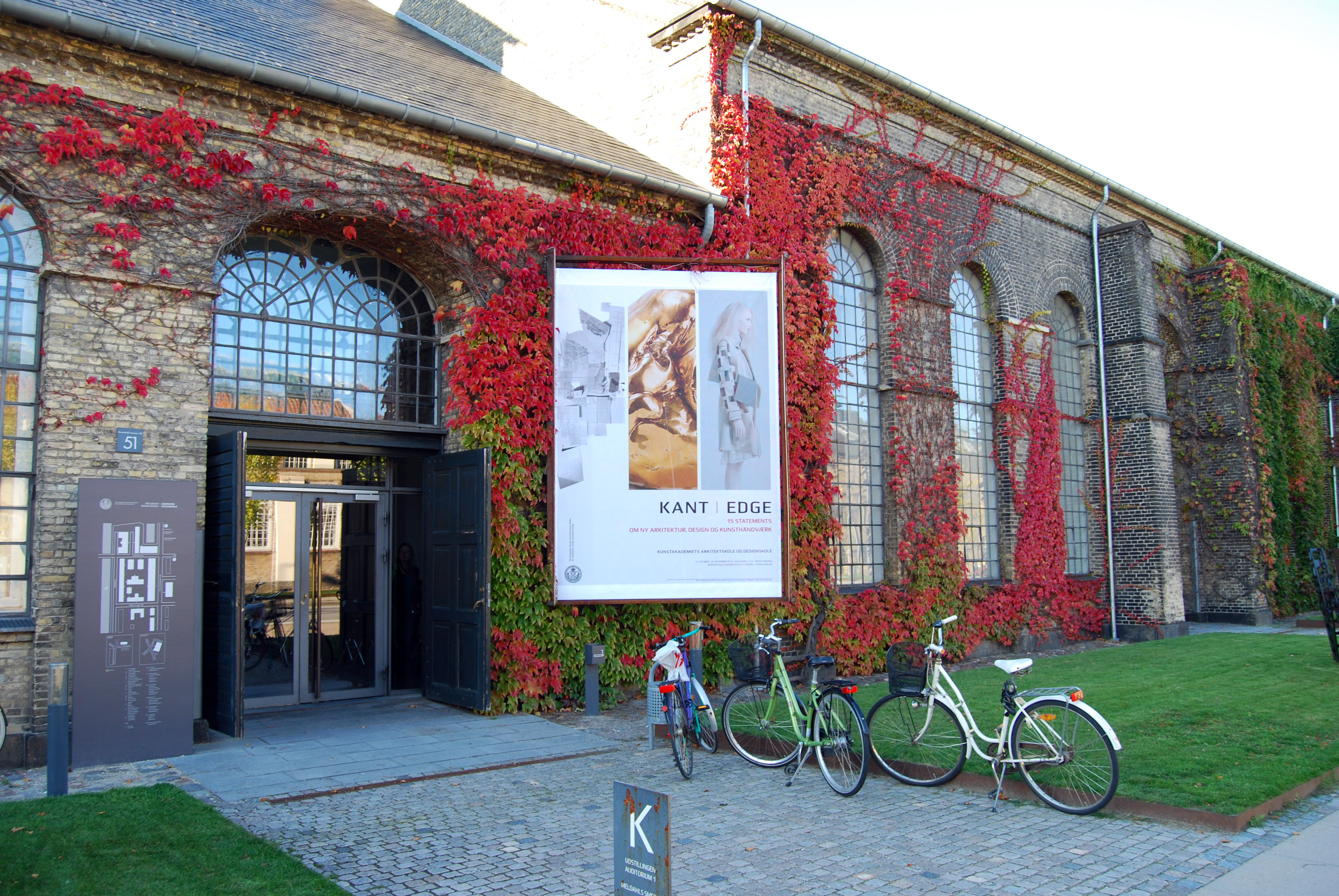
Kunstakademiets Designskole 2012, med annonsering för examensprojekt

Kunstakademiets Designskole, officiellt Det Kongelige Danske Kunstakademis Skoler for Arkitektur, Design og Konservering – Designskolen, är en dansk högskola för formgivning i Köpenhamn.

## Historik
Kunstakademiets Designskole  har sina rötter i bildandet av Tegne- og Kunstindustriskolen for Kvinder 1875. År 1930 grundades Kunsthåndværkerskolen genom sammanslagning av Kunstindustrimuseets Håndværkerskole och Det tekniske Selskabs Skolers avdeling for kunstindustrielle fag. Kunstindustriskolen och Kunsthåndværkerskolen fusionerades 1973 till Skolen for Brugskunst, och denna blev i sin tur sammanslagen med Skolen for Boligindretning, som hade bildats år 1930, år 1990 till Danmarks Designskole. I juli 2011 blev Danmarks Designskole slutligen fusionerad med Kunstakademiets Arkitektskole och Kunstakademiets Konservatorskole, och bildade så Det Kongelige Danske Kunstakademis Skoler for Arkitektur, Design og Konservering.

## Utbildningar och lokalisering
Kunstakademiets Designskole har femåriga utbildningar inom mode, möbelformgivning, textildesign, grafisk design, glas och keramik, interaktionsdesign och industridesign. 
Kunstakademiets Designskole var till 2011 lokaliserad till Østerbro i före detta Finseninstitutet. År 2011 flyttade den till Philip de Langes Allé på Holmen i centrala Köpenhamn,  där det samlokaliserades med Danska Filmskolan och Kunstakademiets Arkitektskole.
Skolan är en del av Det nationale Center for Designforskning.

## Rektorer
- 1990–1999 Kjeld Ammundsen
- 1999–2007 Gøsta Knudsen
- 2007–2009 Peter Bysted
- 2009–2011 Anne-Louise Sommer
- 2012– Lene Dammand Lund